# بيل ناغل
بيل ناغل (بالإنجليزية: Bill Nagel)‏ هو لاعب كرة قاعدة أمريكي، ولد في 19 أغسطس 1915 في ممفيس في الولايات المتحدة، وتوفي في 8 أكتوبر 1981 في Freehold Township, New Jersey ‏ في الولايات المتحدة.

## وصلات خارجية
- بيل ناغل على موقعبيزبول رفرنس.كوم (الدوري الرئيسي) (الإنجليزية)